# Tennessee Valley Authority
La Tennessee Valley Authority (TVA) Autorità della valle del Tennessee, in italiano, è una società di proprietà federale negli Stati Uniti creata da un atto costitutivo del Congresso nel maggio del 1933 per la gestione della navigazione, il controllo delle piene, la produzione di energia elettrica, quella di fertilizzanti e lo sviluppo economico in generale nella Valle del Tennessee, una regione particolarmente colpita dalla Grande depressione. L'impresa è stata il risultato degli sforzi del senatore George W. Norris del Nebraska. La TVA è stata concepita non solo come fornitore, ma anche come agenzia di sviluppo economico regionale in grado di avvalersi di esperti della Confederazione e di energia elettrica per modernizzare rapidamente l'economia della regione e della società.
L'area di servizio della TVA copre la maggior parte del Tennessee, parti di Alabama, Mississippi e Kentucky, e piccole zone di Georgia, Carolina del Nord e Virginia. È stata la prima grande agenzia di pianificazione regionale della Confederazione e rimane la più grande. Sotto la guida di David Lilienthal ("Mr. TVA"), la TVA a seguito del suo successo economico, divenne un modello imitato per lo sviluppo anche in altri paesi .

## Storia

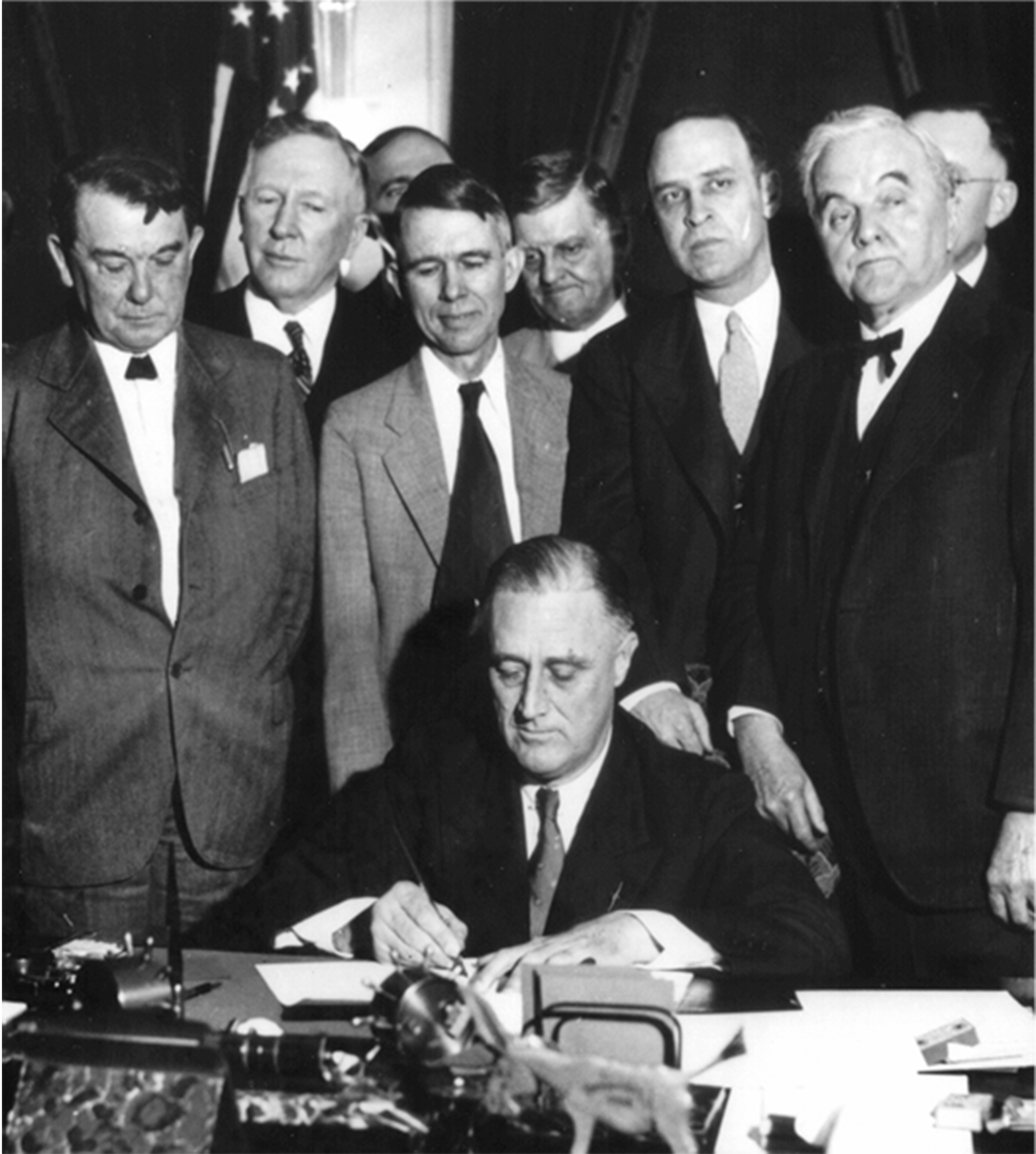
Il presidente Franklin D. Roosevelt firma il TVA Act

Il presidente Franklin Delano Roosevelt firmò il Tennessee Valley Authority Act, creando la TVA il 18 maggio del 1933.
In qualità di fornitore di energia elettrica, all'agenzia è stato dato il potere di stipulare contratti a lungo termine (vent'anni) per la vendita di energia agli enti pubblici e ai soggetti privati, per costruire linee di trasmissione di energia elettrica ad aree altrimenti impossibilitate ad essere rifornite e per stabilire regole e regolamenti per la vendita di energia elettrica e la sua distribuzione. Così la TVA è sia un produttore che un'agenzia di regolamentazione dell'energia.
Oggi, la TVA è la più grande azienda elettrica pubblica della nazione, fornendo energia elettrica a oltre nove milioni di clienti nella valle del Tennessee. Essa agisce principalmente come un grossista dell'energia elettrica, vendendo a 156 distributori di energia al dettaglio e a 56 clienti industriali o pubblici serviti direttamente. L'energia è ottenuta dalle dighe che forniscono energia idroelettrica, dai combustibili fossili vegetali, dalle centrali nucleari, dalle turbina a gas, dalle turbine eoliche e dai pannelli solari.
Durante gli anni venti e la Grande Depressione, gli americani hanno incominciato a sostenere l'idea della proprietà pubblica delle infrastrutture, in particolare degli impianti idroelettrici. Il concetto che il Governo debba avere la proprietà delle infrastrutture che producono energia elettrica e la vendono pubblicamente ai servizi di distribuzione è stato controverso e allo stesso modo lo è ancor oggi.
Molti credevano che le aziende private volte alla produzione di energia venissero sovraccaricate troppo per la loro produzione, non impiegassero pratiche operative eque e fossero oggetto di abusi da parte dei rispettivi proprietari (utility delle società di partecipazione), a scapito dei consumatori. Durante la sua campagna presidenziale, Roosevelt ha sostenuto che enti privati avevano "scopi egoistici" e ha detto "Il governo federale non s'imporrà mai con la sua sovranità o con il suo controllo delle sue risorse energetiche, mentre io sono presidente degli Stati Uniti". Formando enti di società di partecipazione, entro il 1921 il settore privato arrivò a controllare il 94 percento della produzione energetica, il tutto essenzialmente privo di regole. (Questo ha dato luogo all'emanazione del Public Utility Holding Company Act del 1935 (PUHCA)). Molte aziende private nella Valle del Tennessee furono acquistate dal governo federale. Altre chiusero, incapaci di competere con la TVA. Vennero del resto emanati anche dei regolamenti governativi per impedire la concorrenza con la TVA.

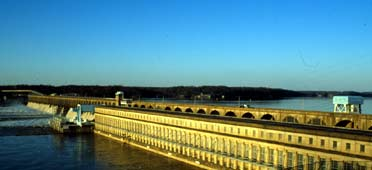
Wilson Dam, completata nel 1924, fu la prima diga sotto l'autorità della TVA, fondata nel 1933.

D'altra parte, vi erano liberisti economici che credevano che il governo non avrebbe dovuto partecipare al business della produzione di elettricità, temendo che la proprietà del governo avrebbe portato a un uso improprio delle infrastrutture idroelettriche. La TVA è stata una delle prime agenzie federali per l'energia idroelettrica e oggi la maggior parte dei più grandi sistemi idroelettrici della nazione sono gestiti dal governo federale. Altri tentativi di creare agenzie regionali sul modello della TVA sono falliti, come la proposta d'istituire una Columbia Valley Authority per il fiume Columbia nel nord-ovest del Pacifico.
Utenze regionali possono beneficiare di elettricità a basso costo fornita dalla rete della TVA costituita da 29 impianti idroelettrici. I sostenitori della TVA, però, sottolineano che la gestione dell'agenzia da parte del sistema del Tennessee River, pur senza appropriati finanziamenti federali, fa risparmiare ogni anno milioni di dollari ai contribuenti. Gli oppositori, come Dean Russell nel suo The Idea TVA, oltre a condannare il progetto in quanto socialista, hanno sostenuto che la TVA ha creato una "perdita nascosta" impedendo la creazione di "fabbriche e posti di lavoro che sarebbero invece nati se il governo avesse permesso ai contribuenti di spendere i loro soldi a loro piacimento." I difensori fanno notare come la TVA sia popolarissima in Tennessee tra i conservatori e allo stesso modo tra i liberali, come ha scoperto Barry Goldwater nel 1964, quando ha proposto di vendere l'agenzia.
La Corte Suprema degli Stati Uniti ha dichiarato che la TVA è costituzionale nel caso Ashwander v. TVA, 297 US 288 (1936). La Corte ha rilevato che regolare il commercio tra gli Stati implica la regolazione dei corsi d'acqua e che controllare le inondazioni è necessario per mantenere i corsi d'acqua navigabili. I poteri militari hanno inoltre autorizzato il progetto. L'argomento dinanzi al giudice è stato che la produzione di elettricità era un sottoprodotto del controllo della navigazione e delle alluvioni e pertanto poteva essere considerato costituzionale.

## Film
- Fango sulle stelle